# Cálculo de Itō

A integral de Itō (azul) de um movimento browniano (vermelho) em relação a si mesma, isto é, tanto o integrando, quanto o integrador são browniano. Acontece que.

O cálculo de Itō, que recebe este nome em homenagem ao matemático japonês Kiyoshi Itō, estende os métodos do cálculo aos processos estocásticos, como o movimento browniano. Tem importantes aplicações em matemática financeira e equações diferenciais estocásticas.

O conceito central é a integral estocástica de Itō, uma generalização estocástica da integral de Riemann-Stieltjes em análise. Os integrandos e os integradores são agora processos estocásticos:
{\displaystyle Y_{t}=\int _{0}^{t}H_{s}dX_{s},}
em que {\displaystyle H} é um processo localmente quadrado-integrável adaptado à filtração gerada por {\displaystyle X}, que é um movimento browniano ou, de forma mais generalizada, um semimartingale. O resultado da integração é então outro processo estocástico. Concretamente, a integral de 0 a qualquer {\displaystyle t} particular é uma variável aleatória, definida como um limite de uma certa sequência de variáveis aleatórias. Os caminhos do movimento browniano falham em satisfazer os requisitos para que se apliquem as técnicas padrão do cálculo. Sendo o integrando um processo estocástico, a integral estocástica de Itō equivale a uma integral em relação a uma função que não é diferenciável em nenhum ponto e tem variação infinita sobre qualquer intervalo de tempo. O principal insight é que a integral pode ser definida enquanto o integrando {\displaystyle H} for adaptado, o que quer dizer que seu valor no tempo {\displaystyle t} pode depender apenas da informação disponível até este tempo. Grosso modo, é escolhida uma sequência de partições do intervalo de 0 a {\displaystyle t} e são construídas somas de Riemann. Toda vez que computamos uma soma de Riemann usamos uma instanciação particular do integrador. O ponto em cada um dos pequenos intervalos usado para computar o valor da função é crucial. O limite então é tomado em probabilidade conforme a norma da partição vai a zero. Deve-se tomar cuidado com numerosos detalhes técnicos para mostrar que o limite existe e independe da sequência particular de partições. Tipicamente, o fim à esquerda do intervalo é usado.
Importantes resultados do cálculo de Itō incluem a fórmula da integração por partes e o lema de Itō, que é uma fórmula de mudança de variáveis. Estas diferem das fórmulas do cálculo padrão devido aos termos de variação quadrática.
Em matemática financeira, a estratégia de avaliação da integral descrita é conceituada como se primeiramente decidíssemos o que fazer e, em seguida, observássemos a mudança nos preços. O integrando representa quantas ações temos, o integrador representa o movimento dos preços e a integral representa quanto dinheiro temos ao total, incluindo quanto valem nossas ações a qualquer dado momento. Os preços das ações e outros ativos financeiros comercializados podem ser modelados por processos estocásticos como o movimento browniano e, mais frequentemente, o movimento browniano geométrico, como no modelo Black-Scholes. Então, a integral estocástica de Itō representa a recompensa de uma estratégia de comercialização de tempo contínuo que consiste em manter um montante {\displaystyle H_{t}} de ações no tempo {\displaystyle t}. Nesta situação, a condição de que {\displaystyle H} seja adaptado corresponde à restrição necessária de que a estratégia de comercialização pode fazer uso apenas das informações disponíveis até um dado momento. Isto impede a possibilidade de ganhos ilimitados por meio de negociação de alta frequência, que consiste em comprar ações antes de cada pequeno aumento no mercado e vender antes de cada pequena queda. Semelhantemente, a condição de que {\displaystyle H} seja adaptado implica que a integral estocástica não divergirá quando calculada como o limite de somas de Riemann.

## Notação
O processo {\displaystyle Y} definido anteriormente como:
{\displaystyle Y_{t}=\int _{0}^{t}HdX\equiv \int _{0}^{t}H_{s}dX_{s}}
é ele mesmo um processo estocástico com parâmetro de tempo {\displaystyle t}, que também é escrito às vezes como {\displaystyle Y=H\cdot X}. Alternativamente, a integral é frequentemente escrita em forma diferencial {\displaystyle dY=HdX}, que é equivalente a {\displaystyle Y-Y_{0}=H\cdot X}. Como o cálculo de Itō diz respeito a processos estocásticos de tempo contínuo, assume-se que um espaço de probabilidade filtrado subjacente é dado por:
{\displaystyle (\Omega ,{\mathcal {F}},({\mathcal {F}}_{t})_{t\geq 0},\mathbb {P} ).}
A sigma-álgebra {\displaystyle {\mathcal {F_{t}}}} representa a informação disponível até o tempo {\displaystyle t} e um processo {\displaystyle X} é adaptado se {\displaystyle X_{t}} for {\displaystyle {\mathcal {F_{t}}}}-mensurável. Um movimento browniano {\displaystyle B} é entendido como um movimento Ft-browniano, que é simplesmente um movimento browniano padrão com as propriedades de que {\displaystyle B_{t}} é {\displaystyle {\mathcal {F_{t}}}}-mensurável e que {\displaystyle B_{t+s}-B_{t}} é independente de {\displaystyle {\mathcal {F_{t}}}} para qualquer {\displaystyle s,t\geq 0}.

## Integração em relação ao movimento browniano
A integral de Itō pode ser definida de forma semelhante à da integral de Riemann–Stieltjes, isto é, como um limite em probabilidade de somas de Riemann. Um limite deste tipo não necessariamente existe caminho a caminho. Suponha que {\displaystyle B} é um processo de Wiener e que {\displaystyle H} é um processo contínuo à direita, adaptado e localmente limitado. Se {\displaystyle \{\pi _{n}\}} for uma sequência de partições de {\displaystyle [0,t]} com norma indo a zero, então, a integral de Itō de {\displaystyle H} em relação a {\displaystyle B} até o tempo {\displaystyle t} é uma variável aleatória:
{\displaystyle \int _{0}^{t}HdB=\lim _{n\rightarrow \infty }\sum _{[t_{i-1},t_{i}]\in \pi _{n}}H_{t_{i-1}}(B_{t_{i}}-B_{t_{i-1}}).}
Pode-se mostrar que este limite converge em probabilidade.
Para algumas aplicações, tais como os teoremas de representação de martingales e tempos locais, a integral é necessária para processos não contínuos. Os processos previsíveis formam a menor classe que é fechada sob a tomada de limites de sequência e contém todos os processos contínuos à esquerda adaptados. Se {\displaystyle H} for qualquer processo previsível tal que {\displaystyle \int _{0}^{t}H^{2}ds<\infty } para todo {\displaystyle t\geq 0}, então, a integral de {\displaystyle H} em relação a {\displaystyle B} pode ser definida e {\displaystyle H} é considerada {\displaystyle B}-integrável. Qualquer processo deste tipo pode ser aproximado por uma sequência {\displaystyle H_{n}} de processos contínuos à esquerda, adaptados e localmente limitados, no sentido em que:
{\displaystyle \int _{0}^{t}(H-H_{n})^{2}ds\to 0}
em probabilidade. Então, a integral de Itō é:
{\displaystyle \int _{0}^{t}HdB=\lim _{n\to \infty }\int _{0}^{t}H_{n}dB,}
em que, novamente, pode-se mostrar que o limite converge em probabilidade. A integral estocástica satisfaz a isometria de Itō:
{\displaystyle \mathbb {E} \left[\left(\int _{0}^{t}H_{s}dB_{s}\right)^{2}\right]=\mathbb {E} \left[\int _{0}^{t}H_{s}^{2}ds\right],}
que se aplica quando {\displaystyle H} é limitado ou, de forma mais generalizada, quando a integral à direita é finita.

## Processos de Itō

Uma única realização do processo de Itō com e, em que é a ondaleta de Ricker. Fora da maré da ondaleta, o movimento do processo de Itō é estável.

Um processo de Itō é definido como um processo estocástico adaptado que pode ser expresso como a soma de uma integral em relação ao movimento browniano e uma integral em relação ao tempo:
{\displaystyle X_{t}=X_{0}+\int _{0}^{t}\sigma _{s}dB_{s}+\int _{0}^{t}\mu _{s}ds.}
Aqui, {\displaystyle B} é um movimento browniano e exige-se que {\displaystyle \sigma } seja um processo {\displaystyle B}-integrável previsível, {\displaystyle \mu } previsível e integrável (de Lebesgue), isto é:
{\displaystyle \int _{0}^{t}(\sigma _{s}^{2}+|\mu _{s}|)ds<\infty }
para cada {\displaystyle t}. A integral estocástica pode ser estendida a tais processos de Itō:
{\displaystyle \int _{0}^{t}HdX=\int _{0}^{t}H_{s}\sigma _{s}dB_{s}+\int _{0}^{t}H_{s}\mu _{s}ds.}
Isto é definido para todos os integrandos localmente limitados e previsíveis. De forma mais generalizada, exige-se que {\displaystyle H_{\sigma }} seja {\displaystyle B}-integrável e {\displaystyle H_{\mu }} seja Lebesgue-integrável, de modo que:
{\displaystyle \int _{0}^{t}(H^{2}\sigma ^{2}+|H\mu |)ds<\infty .}
Tais processos previsíveis {\displaystyle H} são chamados de {\displaystyle X}-integráveis.
Um importante resultado para o estudo de processos de Itō é o lema de Itō. Em sua forma mais simples, para qualquer função {\displaystyle f} dupla e continuamente diferenciável em números reais e para o processo de Itō {\displaystyle X} como descrito acima, afirma que {\displaystyle f(x)} é ela mesma um processo de Itō que satisfaz:
{\displaystyle df(X_{t})=f^{\prime }(X_{t})\,dX_{t}+{\frac {1}{2}}f^{\prime \prime }(X_{t})\sigma _{t}^{2}\,dt.}
Esta é a versão em cálculo estocástico da fórmula de mudança de variáveis e da regra da cadeia. Difere do resultado padrão devido ao termo adicional envolvendo a segunda derivada de {\displaystyle f}, que vem da propriedade de que o movimento browniano tem variação quadrática diferente de zero.

## Semimartingales como integradores
A integral de Itō é definida em relação a um semimartingale {\displaystyle X}. Estes processos podem ser decompostos como {\displaystyle X=M+A} para um martingale local {\displaystyle M} e um processo de variação finita {\displaystyle A}. Exemplos importantes de tais processos incluem o movimento browniano, que é um martingale, e processos de Lévy. Para um processo adaptado, localmente limitado e contínuo à esquerda {\displaystyle H}, a integral {\displaystyle H\cdot X} existe e pode ser calculada como um limite de somas de Riemann. Considere {\displaystyle \pi _{n}} uma sequência de partições de {\displaystyle [0,t]} com norma indo a zero:
{\displaystyle \int _{0}^{t}HdX=\lim _{n\rightarrow \infty }\sum _{t_{i-1},t_{i}\in \pi _{n}}H_{t_{i-1}}(X_{t_{i}}-X_{t_{i-1}}).}
Este limite converge em probabilidade. A integral estocástica de processos contínuos à esquerda é generalizada o bastante para estudar muito do cálculo estocástico. Por exemplo, é suficiente para aplicações do lema de Itō, mudanças de medida pelo teorema de Girsanov e o estudo de equações diferenciais estocásticas. Entretanto, é inadequada para outros tópicos importantes como os teoremas de representação de martingales e tempos locais.
A integral se estende a todos os integrandos previsíveis e localmente limitados, de forma diferenciada, de modo que o teorema da convergência dominada se aplica. Em outras palavras, se {\displaystyle H_{n}\rightarrow H} e {\displaystyle |H_{n}|\leq J} para um processo localmente limitado {\displaystyle J}, então:
{\displaystyle \int _{0}^{t}H_{n}dX\to \int _{0}^{t}HdX}
em probabilidade. A diferença da extensão de integrandos contínuos à esquerda a integrandos previsíveis é um resultado do lema de classe monótona.
Em geral, a integral estocástica {\displaystyle H\cdot X} pode ser definida mesmo em casos em que o processo previsível {\displaystyle H} não é localmente limitado. Se {\displaystyle K=1/(1+|H|)}, então, {\displaystyle K} e {\displaystyle KH} são limitados. A associatividade da integração estocástica implica que {\displaystyle H} é {\displaystyle X}-integrável, com integral {\displaystyle H\cdot X=Y}, se e apenas se {\displaystyle Y_{0}=0} e {\displaystyle K\cdot Y=(KH)\cdot X}. O conjunto de processos {\displaystyle X}-integráveis é denotado por {\displaystyle L(X)}.

## Propriedades
As seguintes propriedades podem ser encontradas:
- A integral estocástica é um processo càdlàg. Além disso, é um semimartingale.
- As descontinuidades da integral estocástica são dadas pelos saltos do integrador multiplicado pelo integrando. O salto de um processo càdlàg em um tempo {\displaystyle t} é {\displaystyle X_{t}-X_{t-}} e é frequentemente denotado por {\displaystyle \Delta X_{t}}. Com esta notação, {\displaystyle \Delta (H\cdot X)=H\Delta X}. Uma consequência particular disto é que as integrais em relação a um processo contínuo são sempre elas próprias contínuas.
- Associatividade: Considere {\displaystyle J,K} processos prevísiveis e {\displaystyle K} e {\displaystyle X}-integrável. Então, {\displaystyle J} é {\displaystyle K\cdot X}-integrável se e apenas se {\displaystyle JK} for {\displaystyle X}-integrável, no caso em que:
{\displaystyle J\cdot (K\cdot X)=(JK)\cdot X.}
- Convergência dominada: Suponha que {\displaystyle H_{n}\rightarrow H} e {\displaystyle |H_{n}|\leq J}, em que {\displaystyle J} é um processo {\displaystyle X}-integrável, então, {\displaystyle H_{n}\cdot X\rightarrow H\cdot X}. A convergência é em probabilidade em cada tempo {\displaystyle t}. De fato, converge uniformemente em compactos em probabilidade.
- A integral estocástica comuta com a operação de tomada de covariações quadrática. Se {\displaystyle X} e {\displaystyle Y} forem semimartingales, então, qualquer processo {\displaystyle X}-integrável também será {\displaystyle [X,Y]}-integrável e {\displaystyle [H\cdot X,Y]=H\cdot [X,Y]}. Uma consequência disto é o processo de variação quadrática de uma integral estocástica é igual a uma integral do processo de variação quadrática:
{\displaystyle [H\cdot X]=H^{2}\cdot [X]}

## Integração por partes
Como no cálculo comum, a integração por partes é um resultado importante em cálculo estocástico. A fórmula da integração por partes para a integral de Itō difere do resultado padrão devido à inclusão do termo de covariação quadrática. Este termo vem do fato de que o cálculo de Itō lida com processos com variação quadrática não nula, que apenas ocorrem para processos de variação infinita, como o movimento browniano. Se {\displaystyle X} e {\displaystyle Y} forem semimartingales, então:
{\displaystyle X_{t}Y_{t}=X_{0}Y_{0}+\int _{0}^{t}X_{s-}dY_{s}+\int _{0}^{t}Y_{s-}dX_{s}+[X,Y]_{t},}
em que {\displaystyle [X,Y]} é o processo de covariação quadrática.
O resultado é semelhante ao teorema de integração por partes para a integral de Riemann–Stieltjes, mas tem um termo de variação quadrática adicional.

## Lema de Itō
O lema de Itō é a versão da regra da cadeia ou da fórmula da mudança de variáveis que se aplica à integral de Itō. É um dos teoremas mais potentes e frequentemente usados em cálculo estocástico. Para um semimartingale contínuo de {\displaystyle d} dimensões {\displaystyle X=(X^{1},...,X^{d})} e uma função {\displaystyle f} de {\displaystyle \mathbb {R} } a {\displaystyle \mathbb {R} ^{d}} duplamente e continuamente diferenciável, afirma que {\displaystyle f(X)} é um semimartingale e:
{\displaystyle df(X_{t})=\sum _{i=1}^{d}f_{i}(X_{t})dX_{t}^{i}+{\frac {1}{2}}\sum _{i,j=1}^{d}f_{i,j}(X_{t})d[X^{i},X^{j}]_{t}.}
Isto difere da regra da cadeia usada em cálculo padrão devido ao termo envolvendo a covariação quadrática {\displaystyle [X^{i},X^{j}]}. A fórmula pode ser generalizada a semimartingales não contínuos ao adicionar um termo de salto puro para garantir que os saltos à esquerda e à direita concordem uns com os outros.

## Integradores martingales

### Martingales locais
Uma propriedade importante da integral de Itō é que ela preserva a propriedade do martingale local. Se {\displaystyle M} for um martingale local e {\displaystyle H} for um processo previsível localmente limitado, então, {\displaystyle H\cdot M} é também um martingale local. Para integrandos não localmente limitados, há exemplos em que {\displaystyle H\cdot M} não é um martingale local. Entretanto, isto pode ocorrer apenas quando {\displaystyle M} não é contínuo. Se {\displaystyle M} for um martingale local contínuo, então, um processo previsível {\displaystyle H} é {\displaystyle M}-integrável se e apenas se:
{\displaystyle \int _{0}^{t}H^{2}d[M]<\infty ,}
para cada {\displaystyle t} e {\displaystyle H\cdot M} é sempre um martingale local.
A afirmação mais geral para um martingale local descontínuo é que, se {\displaystyle (H^{2}\cdot [M])^{1/2}} for localmente integrável, então, {\displaystyle H\cdot M} existe e é um martingale local.

### Martingales quadrado-integráveis
Para integrandos limitados, a integral estocástica de Itō preserva o espaço dos martingales quadrado-integráveis, que é o conjunto de martingales càdlàg {\displaystyle M}, tal que {\displaystyle E[M_{t}^{2}]} é finito para todo {\displaystyle t}. Para qualquer martingale quadrado-integrável do tipo {\displaystyle M}, o processo de variação quadrática {\displaystyle [M]} é integrável e a isometria de Itō afirma que:
{\displaystyle \mathbb {E} \left[(H\cdot M_{t})^{2}\right]=\mathbb {E} \left[\int _{0}^{t}H^{2}d[M]\right].}
Esta igualdade se aplica de forma mais generalizada para qualquer martingale {\displaystyle M} tal que {\displaystyle H^{2}\cdot [M]_{t}} é integrável. A isometria de Itō é frequentemente usada como um passo importante na construção da integral estocástica, ao definir {\displaystyle H\cdot M} como a única extensão desta isometria a partir de uma certa classe de integrandos simples a todos os processos limitados e previsíveis.

### Martingalesp-integráveis
Para qualquer {\displaystyle p>1} e qualquer integrando limitado previsível, a integral estocástica preserva o espaço de martingales {\displaystyle p}-integráveis. Estes são martingales càdlàg tal que {\displaystyle E(|M_{t}|^{p})} é finito para todo {\displaystyle t}. Entretanto, isto não é sempre verdadeiro no caso em que {\displaystyle p=1}. Há exemplos de integrais de processos previsíveis limitados em relação a martingales que não são elas próprias martingales.
O processo máximo de um processo càdlàg {\displaystyle M} é escrito como {\displaystyle M_{t}^{*}=\sup _{s\leq t}|M_{s}|}. Para qualquer {\displaystyle p\geq 1} e qualquer integrando limitado previsível, a integral estocástica preserva o espaço de martingales càdlàg {\displaystyle M}, tal que {\displaystyle E[(M_{t}^{*})^{p}]} é finito para todo {\displaystyle t}. Se {\displaystyle p>1}, então, isto é o mesmo que o espaço de martingales {\displaystyle p}-integráveis pelas desigualdades de Doob.
As desigualdades de Burkholder–Davis–Gundy afirmam que, para qualquer {\displaystyle p\geq 1}, existem constantes positivas {\displaystyle c,C} que dependem de {\displaystyle p}, mas não de {\displaystyle M} ou sobre {\displaystyle t}, tal que:
{\displaystyle c\mathbb {E} \left[[M]_{t}^{\frac {p}{2}}\right]\leq \mathbb {E} \left[(M_{t}^{*})^{p}\right]\leq C\mathbb {E} \left[[M]_{t}^{\frac {p}{2}}\right]}
para todos os martingales locais càdlàg {\displaystyle M}. Estes são usados para mostrar que, se {\displaystyle (M_{t}^{*})^{p}} for integrável e {\displaystyle H} for um processo limitado previsível, então:
{\displaystyle \mathbb {E} \left[((H\cdot M)_{t}^{*})^{p}\right]\leq C\mathbb {E} \left[(H^{2}\cdot [M]_{t})^{\frac {p}{2}}\right]<\infty }
e, consequentemente, {\displaystyle H\cdot M} é um martingale {\displaystyle p}-integrável. De forma mais generalizada, esta afirmação é verdadeira sempre que {\displaystyle (H^{2}\cdot [M])^{p/2}} for integrável.

## Existência da integral
Provas de que a integral de Itō é bem definida tipicamente procedem ao olhar primeiramente os integrandos muito simples, como os processos constantes por partes, contínuos à esquerda e adaptados em que a integral pode ser escrita explicitamente. Tais processos simples previsíveis são combinações lineares de termos da forma {\displaystyle H_{t}=A1_{\{t>T\}}} para tempos de parada {\displaystyle T} e variáveis aleatórias {\displaystyle F_{T}}-mensuráveis, para as quais a integral é:
{\displaystyle H\cdot X_{t}\equiv \mathbf {1} _{\{t>T\}}A(X_{t}-X_{T}).}
Isto é estendido a todos os processos simples previsíveis pela linearidade {\displaystyle H\cdot X} em {\displaystyle H}.

Para um movimento browniano {\displaystyle B}, a propriedade de que tem incrementos independentes com média zero e variância {\displaystyle Var(B_{t})=t} pode ser usada para provar a isometria de Itō para integrandos simples previsíveis:
{\displaystyle \mathbb {E} \left[(H\cdot B_{t})^{2}\right]=\mathbb {E} \left[\int _{0}^{t}H_{s}^{2}ds\right].}
Por uma extensão linear contínua, a integral se estende unicamente a todos os integrandos previsíveis que satisfazem:
{\displaystyle \mathbb {E} \left[\int _{0}^{t}H^{2}ds\right]<\infty ,}
de tal forma que a isometria de Itō ainda se aplica. Pode ser estendida a todos os processos {\displaystyle B}-integráveis por localização. Este método permite que a integral seja definida em relação a qualquer processo de Itō.
Para um semimartingale geral {\displaystyle X}, a decomposição {\displaystyle X=M+A} para um martingale local {\displaystyle M} e um processo de variação finita {\displaystyle A} podem ser usados. Então, pode-se mostrar que a integral existe separadamente em relação a {\displaystyle M} e {\displaystyle A}. Combinadas pela linearidade, {\displaystyle H\cdot X=H\cdot M+H\cdot A}, obtém-se a integral em relação a {\displaystyle X}. A integral de Lebesgue–Stieltjes permite que a integração seja definida em relação aos processos de variação finita, de modo que a existência da integral de Itō para semimartingales seguirá a partir de qualquer construção para martingales locais.

Para um martingale quadrado-integrável càdlàg {\displaystyle M}, uma forma generalizada da isometria de Itō pode ser usada. Primeiramente, o teorema da decomposição de Doob–Meyer é usado para mostrar que uma decomposição {\displaystyle M^{2}=N+<M>} existe, em que {\displaystyle N} é um martingale e {\displaystyle <M>} é um processo contínuo à direita, crescente e previsível, que começa em zero. Isto define unicamente {\displaystyle <M>}, que é referido como a variação quadrática previsível de {\displaystyle M}. A isometria de Itō para martingales quadrado-integráveis é então:
{\displaystyle \mathbb {E} \left[(H\cdot M_{t})^{2}\right]=\mathbb {E} \left[\int _{0}^{t}H_{s}^{2}d\langle M\rangle _{s}\right],}
que pode ser provado diretamente para integrandos simples previsíveis. Como no caso acima para o movimento browniano, uma extensão contínua linear pode ser usada unicamente para estender a todos os integrandos previsíveis que satisfazem {\displaystyle E[H^{2}\cdot <M>_{t}]<\infty }. Este método pode ser estendido a todos os martingales locais quadrado-integráveis por localização. Finalmente, a decomposição de Doob–Meyer pode ser usada para decompor qualquer martingale local na soma de um martingale local quadrado-integrável e um processo de variação finita, o que permite que a integral de Itō seja construída em relação a qualquer semimartingale.
Existem muitas outras provas que aplicam métodos semelhantes, mas que evitam a necessidade de uso do teorema da decomposição de Doob–Meyer, como o uso da variação quadrática {\displaystyle [M]} na isometria de Itō, o uso da medida de Doléans para submartingales ou o uso das desigualdades de Burkholder–Davis–Gundy em vez da isometria de Itō. As últimas se aplicam diretamente a martingales locais sem ter que lidar primeiramente com o caso do martingale quadrado-integrável.
Existem provas alternativas que apenas fazem uso dos fatos de que {\displaystyle X} é càdlàg e adaptado e o conjunto ({\displaystyle \{H\cdot X_{t}|H|\leq 1\}}, que é simples e previsível) é limitado em probabilidade para cada tempo {\displaystyle t}, uma definição alternativa de que {\displaystyle X} é um martingale. Uma extensão contínua linear pode ser usada para construir a integral para todos os integrandos contínuos à direita, adaptados com limites à direita em todo lugar (càglàd ou processos L). Isto é generalizado o bastante para ser capaz de aplicar técnicas como o lema de Itō. Uma desigualdade de Khintchine pode ser usada para provar o teorema da convergência dominada e estender a integral a integrandos gerais previsíveis.

## Diferenciação em cálculo de Itō
O cálculo de Itō é antes e acima de tudo definido como um cálculo integral como descrito acima. Entretanto, há também diferentes noções de "derivada" em relação ao movimento browniano:

### Derivada de Malliavin
O cálculo de Malliavin oferece uma teoria da diferenciação para variáveis aleatórias definidas sobre o espaço de Wiener, incluindo uma fórmula de integração por partes.

### Representação de martingale
O seguinte resultado permite expressar martingales como integrais de Itō: se {\displaystyle M} for um martingale quadrado-integrável em um intervalo de tempo {\displaystyle [0,T]} em relação à filtração gerada por um movimento browniano {\displaystyle B}, então, há um processo único, adaptado, quadrado-integrável {\displaystyle \alpha }, tal que: 
{\displaystyle M_{t}=M_{0}+\int _{0}^{t}\alpha _{s}\mathrm {d} B_{s}}
quase certamente e para todo {\displaystyle t\in [0,T]}. Este teorema da representação pode ser interpretado formalmente como se dissesse que {\displaystyle \alpha } é a "derivada de tempo" de {\displaystyle M} em relação ao movimento browniano {\displaystyle B}, já que {\displaystyle \alpha } é precisamente o processo que deve ser integrado até o tempo {\displaystyle t} para obter {\displaystyle M_{t}-M_{0}}, como no cálculo determinístico.

## Cálculo de Itō para físicos
Em física, equações diferenciais estocásticas, como as equações de Langevin, são mais usadas em comparação com as integrais estocásticas. Aqui, uma equação diferencial estocástica de Itō é frequentemente formulada por:
{\displaystyle {\dot {x}}_{k}=h_{k}+g_{kl}\xi _{l},}
em que {\displaystyle \xi _{j}} é um ruído gaussiano branco com:
{\displaystyle \langle \xi _{k}(t_{1})\xi _{l}(t_{2})\rangle =\delta _{kl}\delta (t_{1}-t_{2})}
e a convenção de somatório de Einstein é usada.

Se {\displaystyle y=y(x_{k})} for uma função de {\displaystyle x_{k}}, então, o lema de Itō tem que ser usado:
{\displaystyle {\dot {y}}={\frac {\partial y}{\partial x_{j}}}{\dot {x}}_{j}+{\frac {1}{2}}{\frac {\partial ^{2}y}{\partial x_{k}\partial x_{l}}}g_{km}g_{ml}.}
Uma equação diferencial estocástica de Itō como acima também corresponde à equação diferencial estocástica de Stratonovich, que lê:
{\displaystyle {\dot {x}}_{k}=h_{k}+g_{kl}\xi _{l}-{\frac {1}{2}}{\frac {\partial g_{kl}}{\partial {x_{m}}}}g_{ml}.}
Equações diferenciais estocásticas ocorrem frequentemente em física sob a forma de Stratonovich, como limites de equações diferenciais estocásticas conduzidas por ruídos coloridos, se o tempo de correlação do termo de ruído se aproximar de zero.

## Interpretação de Itō e teoria supersimétrica das equações diferenciais estocásticas
Na teoria supersimétrica das equações diferenciais estocásticas, a evolução estocástica é definida por um operador de evolução estocástica (OEE) agindo nas formas diferenciais do espaço de fase. O dilema Itō–Stratonovich toma a forma da ambiguidade do ordenamento do operador que surge no percurso da integral do caminho à representação do operador da evolução estocástica. A interpretação de Itō corresponde à convenção de ordenamento do operador de que todos os operadores de momento agem depois de todos os operadores de posição. O OEE pode ser tornado único quando se oferece a ele sua definição matemática mais natural de pullback induzido pelos difeomorfismos dependentes da configuração de ruído e definidos por equação diferencial estocástica e mediado sobre as configurações de ruído. Esta desambiguação leva à interpretação de Stratonovich de equações diferenciais estocásticas que podem ser transformadas na interpretação de Itō por uma mudança específica do campo vetorial de fluxo da equação diferencial estocástica.